# Leichtathletik-Länderkampf der Frauen 1951 Schweiz – BR Deutschland
| 5. Leichtathletik-Länderkampf mit bundesdeutscher Beteiligung 1951 | 5. Leichtathletik-Länderkampf mit bundesdeutscher Beteiligung 1951 |               |
| ------------------------------------------------------------------ | ------------------------------------------------------------------ | ------------- |
|                                                                    |                                                                    |               |
| Ländervergleich der Frauen: Schweiz – BR Deutschland               |                                                                    |               |
| Austragungsort                                                     | Bern                                                               |               |
| Wettbewerbe                                                        | 10                                                                 |               |
| Datum                                                              | 25./26. August 1951                                                |               |
| 1. FRG 2. SUI                                                      | 74 Punkte 32 Punkte                                                |               |
| Chronik                                                            |                                                                    |               |
| ← SUI-FRG (M)                                                      | FRG-ITA (M) →                                                      | FRG-ITA (M) → |

Im fünften Vergleich des Länderkampfjahres 1951 traten auch die bundesdeutschen Frauen gegen die Schweiz an. Die Begegnung wurde gemeinsam mit dem Länderkampf der Männer gegen denselben Gegner am 25./26. August in der Schweizer Hauptstadt Bern ausgetragen. Es war das erste Aufeinandertreffen der Leichtathletinnen dieser beiden Nationen in einem Frauen-Ländervergleich.

## Wettbewerbe und Modus
Auf dem Programm standen alle neun damaligen olympischen Disziplinen. Hinzu kam noch ein Sprintrennen über 60 Meter, sodass insgesamt zehn Wettbewerbe ausgetragen wurden – so viele wie noch nier zuvor in einem Frauen-Länderkampf mit deutscher Beteiligung. In den Einzeldisziplinen wurde auch hier die Standardwertung angewendet. In der Staffel wurden die Punkte abweichend vom Standard mit fünf zu drei Punkten verteilt.

## Ergebnis
Die bundesdeutschen Frauen entschieden ausnahmslos alle Wettbewerbe für sich. Außer im 60-Meter-Lauf gab es in allen Einzeldisziplinen Doppelerfolge. Bei dieser hohen Dominanz gewann die Bundesrepublik Deutschland die Begegnung mit 74 zu 32 Punkten.

## Legende
Kurze Übersicht zur Bedeutung der Symbolik – so üblicherweise auch in sonstigen Veröffentlichungen verwendet:
| DSQ | disqualifiziert |

## Resultate

### 60 m
| Platz | Athletin       | Land | Zeit (s)     |
| ----- | -------------- | ---- | ------------ |
| 1     | Ursula Knab    | FRG  | 7,7          |
| 2     | Lotti Lehmann  | SUI  | 8,1          |
| 3     | Zbinden        | SUI  | 8,6          |
| DSQ   | Marga Petersen | FRG  | 2 Fehlstarts |

Datum: 26. August

### 100 m
| Platz | Athletin        | Land | Zeit (s) |
| ----- | --------------- | ---- | -------- |
| 1     | Maria Sander    | FRG  | 12,5     |
| 2     | Marga Petersen  | FRG  | 12,8     |
| 3     | Sonja Prétôt    | SUI  | 13,0     |
| 4     | Ruth von Gunten | SUI  | 13,3     |

Datum: 25. August

### 200 m
| Platz | Athletin         | Land | Zeit (s) |
| ----- | ---------------- | ---- | -------- |
| 1     | Maria Sander     | FRG  | 25,5     |
| 2     | Maria Hertneck   | FRG  | 26,2     |
| 3     | Jacqueline Gygax | SUI  | 27,8     |
| 4     | Alice Bernard    | SUI  | 28,1     |

Datum: 25. August

### 80 m Hürden
| Platz | Athletin             | Land | Zeit (s) |
| ----- | -------------------- | ---- | -------- |
| 1     | Maria Sander         | FRG  | 11,5     |
| 2     | Lotte Wackersreuther | FRG  | 12,3     |
| 3     | Hedy Meyer           | SUI  | 13,1     |
| 4     | Trudy Heusser        | SUI  | 13,1     |

Datum: 26. August

### 4 × 100 m Staffel
| Platz | Besetzung      | Land                                                       | Zeit (s) |
| ----- | -------------- | ---------------------------------------------------------- | -------- |
| 1     | BR Deutschland | Maria Hertneck Ursula Knab Marga Petersen Maria Sander     | 48,0     |
| 2     | Schweiz        | Ruth von Gunten Sonja Prétôt Lotti Lehmann Gretel Bolliger | 50,0     |

Datum: 26. August

### Hochsprung
| Platz | Athletin                 | Land | Höhe (m) |
| ----- | ------------------------ | ---- | -------- |
| 1     | Margarethe von Buchholtz | FRG  | 1,48     |
| 2     | Luise Löckemann          | FRG  | 1,48     |
| 3     | Amman                    | SUI  | 1,40     |
| 4     | Gilemon                  | SUI  | 1,40     |

Datum: 26. August

### Weitsprung
| Platz | Athletin              | Land | Weite (m) |
| ----- | --------------------- | ---- | --------- |
| 1     | Elfriede von Nitzsch  | FRG  | 5,66      |
| 2     | Anneliese Seonbuchner | FRG  | 5,45      |
| 3     | Zbinden               | SUI  | 4,94      |
| 4     | Lotti Lehmann         | SUI  | 4,76      |

Datum: 25. August

### Kugelstoßen
| Platz | Athletin          | Land | Weite (m) |
| ----- | ----------------- | ---- | --------- |
| 1     | Gertrud Kille     | FRG  | 13,04     |
| 2     | Marianne Werner   | FRG  | 12,04     |
| 3     | Gretel Bolliger   | SUI  | 11,16     |
| 4     | Rosmarie Bosshard | SUI  | 10,72     |

Datum: 25. August

### Diskuswurf
| Platz | Athletin        | Land | Weite (m) |
| ----- | --------------- | ---- | --------- |
| 1     | Marianne Werner | FRG  | 42,18     |
| 2     | Karen Sonneck   | FRG  | 39,89     |
| 3     | Gretel Bolliger | SUI  | 38,09     |
| 4     | Graedel         | SUI  | 32,77     |

Datum: 26. August

### Speerwurf
| Platz | Athletin         | Land | Weite (m) |
| ----- | ---------------- | ---- | --------- |
| 1     | Marlis Müller    | FRG  | 42,95     |
| 2     | Elisabeth Groß   | FRG  | 39,48     |
| 3     | Kohler           | SUI  | 32,83     |
| 4     | Annemarie Berner | SUI  | 31,81     |

Datum: 25. August